# The Love Twins
The Love Twins (Cleveland, 26 agosto 1983) è il nome d'arte che si sono attribuite due attrici pornografiche statunitensi gemelle.

## Biografia
Lyndsey e Lacey Love cercavano un modo per pagare la retta del college, quando un amico gli suggerì di tentare la via della pornografia via internet. Le due ragazze diventarono presto famose come spogliarelliste, grazie alla rarità di scene che coinvolgono gemelle.
Nel giro di un anno le due sorelle siglarono un contratto in esclusiva con la Vivid Entertainment. Il loro primo film per questa casa di produzioni è stato Two Hot. Dal 2005 al 2006 hanno interpretato 11 film per la Vivid Entertainment. Dopo il secondo anno la compagnia decise di non rinnovare il loro contratto. Si sono fatte molte ipotesi sulle motivazioni di questo comportamento della Vivid: per alcuni si è trattato di evitare accuse di incesto, anche se le due sorelle, che pure nelle loro scene copulano con lo stesso uomo, non hanno mai rapporti tra loro.
Le due sorelle non sono più vincolate da un contratto di esclusiva e si sono successivamente trasferite a Los Angeles per una o due settimane al mese per posare e girare film, continuando comunque a studiare in Ohio.

## Filmografia
- Two Hot (2005) Vivid Entertainment
- Twindom (2005) Vivid Entertainment
- True Hollywood Twins (2005) Vivid Entertainment
- My Evil Twin (2005) Vivid Entertainment
- Twins Do Vegas (2006) Vivid Entertainment
- Joined at the Hip (2006) Vivid Entertainment
- Double Jeopardy (2006) Vivid Entertainment
- Alphabet (2006) Vivid Entertainment
- Where the Boys Aren't 18 (2007) Vivid Entertainment
- 2 on 1 #28 (2007) Anabolic Video
- Double Up (2007) Vivid Entertainment
- Initiations 20 (2007) Anabolic Video
- Share my C--K 8 (2007) Overboard Video
- Naughty Office 9 (2007) Naughty America
- The Doll House 2 (2007) Zero Tolerance Entertainment
- Love Life (2007) Vivid Entertainment